# جورج مارتن (لاعب كريكت نيوزلندي)
جورج مارتن (3 مايو 1869 في نيوزيلندا - 24 فبراير 1961) (بالإنجليزية: George Martin)‏ هو لاعب كريكت نيوزلندي. لعب مع فريق أوتاغو للكريكت ‏.